# Сидорівка (Звенигородський район)
Си́дорівка — село в Україні, у Звенигородському районі Черкаської області, підпорядковане Стеблівській селищній громаді. У селі мешкає 817 людей.

## З історії села
Сидорівку вперше згадано у Руській метриці 1659 року. У Сидорівці Симиренко Василь Федорович в 1870-ті роки купив занедбаний казенний цукровий завод і вивів його у одне з розвинених підприємств регіону. Поряд заклав дендропарк і побудував власним коштом будинок, де мешкав. До будинку проклав бруківку, яка разом з будинком збереглася до сьогодні.
За історичними даними дата заснування села невідома. На картах першої половини ХVІІ ст. позначене як нове місто. Наступна згадка відноситься до 1716 року. У 1741 році село входило до складу Корсунського староства. На 1768 рік село входило до Лисянської волості. На 1782 рік село належало княгині Францизці Яблоновській. З 1816 по 1854 роки власником села був поміщик Турчевич, з часом – Онуфрій Головинський. У 1856 році Головинський продав Сидорівку батькам Гермагена Неймана і Бонавентури Турчевича. У 1860 році цукровий завод і переважна частина лісів була викуплена почесним громадянином, євреєм Балаговським. На 1864 рік село належало Бонавентурі Антоновичу Турчевичу, як спадок від батька, і Гнату Осиповичу Франківському, який купив у 1860 році від Людвіка Неймана 1195 десятин землі.
У 1861 році частину земель і цукроварню купив Василь Федорович Симиренко. Всі кращі землі на території села належали поміщику Симиренку. Він побудував собі розкішний маєток, у якому з 1919 по 1985 рік була школа. Спершу — чотирьохкласна, потім семирічка, а потім Сидорівська середня школа. Свій Сидорівський маєток Василь Федорович оформив на дружину Софію Іванівну Альбранд.
Садиба Симиренків розташовувалась на південно-східній околиці села і стояла осторонь селянських хат, була свідком їх життя, яке проходило в постійній праці.
Сам Симеренко опікувався справами на цукровому заводі, який також належав йому. Завдяки своїм організаторським здібностям, неймовірній працелюбності та досконалому знанню процесу цукроваріння, він перетворив напівзруйнований «заводик» на розвинуте підприємство. При заводі діяла пастильня — цех по виготовленню пастили та мармеладу. Симиренки, маючи цукор власного виробництва та величезний фруктовий сад, налагодили виробництво яблучної пастили «Українська», яка користувалася неймовірним попитом як на внутрішньому ринку, так і за кордоном. Справами на пастильні відала Софія Іванівна (дружина Василя Федоровича).
Завод був відносно невеликим, на ньому в різний час працювали від 167 до 359 робітників. В пана Симиренка були великі і родючі сади, де росли рідкісні сорти яблук, груш, слив, айва, персики, лимони. Ставки зариблені коропом, лящем, карасем, товстолобиком — давали великі прибутки.
Василь Федорович багато працював і як простий робітник, і як вчений-практик. Власноруч він конструював, ремонтував та вдосконалював обладнання на цукроварні. Велику увагу приділяв дослідам у хімічній лабораторії і як вчений-хімік винайшов нові прогресивні та цікаві методи цукроваріння. Результати своїх досліджень він друкував у науково-технічних журналах Росії та за кордоном. Його публікації привертали увагу фахівців та вчених багатьох країн, особливо Франції та Німеччини. З багатьма з них Симиренко вів жваве наукове листування. Все це принесло йому заслужене визнання вченого-практика.
У 1876 р. Симиренко офіційно зареєстрував «привілей» — патент на випарювальний апарат, використання якого надало можливість вдвічі скоротити витрати палива на переробку цукрового буряка.
Але, незважаючи на прогресивні методи виробництва, робота на цукроварні залишалась важкою. Робочі працювали по 12 годин на добу з двома перервами для прийому їжі. Робітникам давали «великі шматки сала, можливо, це видавалося не лише на обід, а й на полудник». Доволі частими серед робітників були простудні захворювання та нещасні випадки на виробництві. Тому при заводі діяла так звана цукрово-заводська лікарня, яка обслуговувала службовців і робітників заводу.
При Сидорівській цукроварні існувала й бібліотека, в якій серед доволі великої кількості книг зберігалась і тека з листами Тараса Шевченка.
Відомо, що Василь Федорович мав намір заснувати у с. Сидорівці народну школу на зразок мліївської, але відмовився від цього наміру, бо уряд не дозволив вести викладання українською мовою. Він постійно піклувався про своїх службовців: оплачував лікування хворих у київських клініках, відправляв навчатися здібних дітей тощо.
Всі, хто знав Василя Федоровича, відзначали його скромну і лагідну вдачу. Побачивши його вперше, ніхто б не сказав, що це — мільйонер. У Сидорівці тримався дуже просто і стримано, завжди вітався першим. Був зовсім непомітний, хоч дуже енергійний. Мав почуття гумору, притаманне тільки українцеві. Працював з німецькою точністю, удень — по господарству, уночі — за письмовим столом. Ніколи не підвищував голос на підлеглих. У 1905 р. працівники Сидорівської цукроварні поставили Василю Федоровичу вимогу збільшити їхнє утримання вдвоє. Він відповів їм, що не в змозі виконати їхню вимогу, однак запропонував робітникам, окрім платні, ще й участь у прибутках. Робітники відмовились і вимагали задоволення своїх перших вимог. Приблизно в той же рік Симиренко відійшов від справ.
Сидорівська цукроварня була закрита у 1924 р.
В роки Великої Вітчизняної війни на території села великих боїв не відбувалося. За свідченнями очевидців німецька колона пересувалася територією села, переправляючи всі можливі сили до сусідніх Скрипченців, де відбувались бої, які тягнулись до Шендерівки та Комарівки. Сидорівчани не стояли осторонь тих подій — 275 жителів села брали участь у бойових діях. З них 203 нагороджені бойовими орденами та медалями. 196 бійців загинуло, не повернулись до рідних домівок. В центрі села встановлено пам’ятник односельчанам, які загинули в боротьбі проти фашистських загарбників, де на кам’яних плитах викарбувані їхні імена. Також є братська могила, в якій поховані 4 відомих та 37 невідомих солдатів Радянської Армії.
Є багато сіл на Україні, які доводилось бачити, але найкраще — Сидорівка. Сидорівка гарна, особливо весною, коли зацвітають садки, мов молода пишна дівчина — українка. Тут протікає невеличка річка Хоробра, яка впадає в річку Рось, а та — несе свої води в сивий Дніпро. Коли вийдеш на Червону гору, то видно густі діброви, серед яких живуть сидорівчани, стоїть стара школа. А край села — чарівний ліс Перещепина. Дерева, мов квіточки стоять, повішали голівки від холоду та морозу.
Розповідають старожили, що в центрі села стояла дерев’яна церква — духовна скарбниця села. Там проводилась служба Божа, різні церковні обряди: хрещення дітей, вінчання, освячення хліба, води, новобудов… та чиясь підла рука вночі 1962 року, підпалила церкву. Згоріли рідкісні ікони, картини, різноманітна церковна атрибутика, книги. Біля церкви був цвинтар, на якому ховали заможних людей. Збереглась одна надгробна плита (напис не читається). Ставок біля церкви називається Поповим. Біля місця, де стояла церква, побудований будинок сільської ради.

## Пам'ятки
- Сидорівський парк — парк-пам'ятка садово-паркового мистецтва місцевого значення.

## Відомі люди
В селі народилися:
- Дуплій Сергій Прокопович (6 жовтня 1904 — 9 червня 1984) — Герой Радянського Союзу[2]
- Сидоренко Степан Іванович (1858 — після 1917) — український державний діяч, член III Державної думи від Київської губернії.
- Федоренко Борис Михайлович (1946—2012) — український художник.
- Тимченко Іван Ємельянович (1916-2008), в 1966-1980рр. -замісник міністра зв'язку України
- Миколенко Віталій Сергійович (нар. 29 травня 1999) — український футболіст, лівий захисник англійського клубу «Евертон» та збірної України.

В селі працювали: Симиренко Василь Федорович